# Schöninghs Sammlung pädagogischer Schriften
Schöninghs Sammlung pädagogischer Schriften: Quellen zur Geschichte der Pädagogik ist eine von dem deutschen Pädagogen und Hochschullehrer Theodor Rutt (1911–2006) herausgegebene deutschsprachige Buchreihe mit Quellentexten zur Geschichte der Pädagogik. Die Reihe erscheint seit 1956 in Paderborn im Verlag Ferdinand Schöningh. Sie umfasst mehr als 50 Bände. Die folgende Übersicht erhebt keinen Anspruch auf Aktualität oder Vollständigkeit:

## Übersicht
- Alain. Über die Erziehung
- Alexandrien, Klemens v.: Ausgewählte Schriften zur Pädagogik
- Aurelius Augustinus: Der Lehrer. De Magistro Liber Unus.
- Basedow, Johann Bernhard: Ausgewählte pädagogische Schriften
- Beneke, F. E.: Erziehungs- und Unterrichtslehre
- Blonskij, Pavel Petrovic: Die Arbeitsschule (vollständige Ausgabe und Neuübersetzung des ersten und zweiten Teiles)
- Bosco, Giovanni: Pädagogik der Vorsorge
- Chrysostomos: Über Hoffart und Kindererziehung Digitalisat
- Cohn, Jonas: Vom Sinn der Erziehung
- Comenius, Johann Amos: Böhmische Didaktik
- Dawson, Christopher: Abendländische Bildung in der Krise
- Diesterweg, Adolph: Wegweiser zur Bildung für deutsche Lehrer
- Dilthey, Wilhelm: Schriften zur Pädagogik
- Dörpfeld, F. W.: Ausgewählte pädagogische Schriften
- Felbinger Johann Ignaz von: General-Landschul-Reglement. Eigenschaften, Wissenschaften und Bezeigen rechtschaffener Schulleute. Methodenbuch
- Fénelon / Esterhues: Über die Erziehung der Mädchen
- Feuchtersleben, Ernst von: Pädagogische Schriften
- Fischer, Aloys: Ausgewählte pädagogische Schriften
- Flitner, Wilhelm: Ausgewählte pädagogische Abhandlungen
- Foerster, Fr. W.: Schriften zur politischen Bildung
- Francke, August Hermann: Pädagogische Schriften
- Fröbel, Friedrich: Ausgewählte pädagogische Schriften
- Gusdorf, Georges: Wozu Lehrer?
- Harkort, Friedrich: Schriften und Reden zu Volksschule und Volksbildung
- Herbart, Johann Friedrich: Bd. II: Kleine pädagogische Schriften.
- Herder, J. G.: Humanität und Erziehung
- Kant, Immanuel: Ausgewählte Schriften zur Pädagogik und ihrer Begründung
- Kerschensteiner, Georg: Bd. 1. Berufsbildung und Berufsschule; Bd. 2. Texte zum pädagogischen Begriff der Arbeit und zur Arbeitsschule
- Klatt, Fritz: Beruf und Bildung
- Kolping, Adolf: Ausgewählte pädagogische Schriften
- Lessing, G. E.: Ausgewählte Texte zur Pädagogik
- Lietz, Hermann: Schulreform durch Neugründung
- Luther, Martin: Pädagogische Schriften
- Maritain, Jacques: Beiträge zu einer Philosophie der Erziehung
- Makarenko, A. S.: Ausgewählte pädagogische Schriften
- Marx, Karl: Bildung und Erziehung. Studientexte zur Marxschen Bildungskonzeption
- Milde, V. E.: Lehrbuch der allgemeinen Erziehungskunde
- Möser, Justus: Ausgewählte pädagogische Schriften
- Natorp, Paul: Pädagogik und Philosophie
- Nohl, Herman: Ausgewählte pädagogische Abhandlungen
- Otto, Berthold: Ausgewählte pädagogische Schriften
- Overberg / Esterhues: Anweisung zum zweckmäßigen Schulunterricht
- Paulsen, Friedrich: Ausgewählte pädagogische Abhandlungen
- Jean Paul: Levana oder Erziehlehre
- Petersen, Peter und Else: Die pädagogische Tatsachenforschung
- Pestalozzi, J. H.: Wie Gertrud ihre Kinder lehrt und Ausgewählte Schriften zur Methode
- Reichwein, Adolf: Ausgewählte Pädagogische Schriften
- Rousseau, Jean-Jacques: Emil oder über die Erziehung
- Willmann, Otto: Kleine pädagogische Schriften
- Sailer, Johann Michael: Über Erziehung für Erzieher
- Schleiermacher, F. E. D.: Ausgewählte pädagogische Schriften
- Schwarz, F. H. Chr.: Lehrbuch der Erziehungs- und Unterrichtslehre
- Stifter, Adalbert: Pädagogische Schriften